# Fiagdon
Fiagdon (ros. Фиагдон) – wieś w Rosji, w Osetii Północnej, w rejonie ardońskim. W 2010 liczyła 734 mieszkańców.